# Aeropuerto Regional de Tuscaloosa
El Aeropuerto Regional de Tuscaloosa (IATA: TCL, OACI: KTCL, FAA LID: TCL) es un aeropuerto público ubicado a 5 km al noroeste de Tuscaloosa, una ciudad en el Estado de Alabama, Estados Unidos. Es propiedad de la ciudad de Tuscaloosa.
El aeropuerto contó con Delta Connection y American Eagle una vez, pero no tiene vuelos comerciales desde 2000. La ciudad y el aeropuerto han intentado contar desde entonces con vuelos comerciales. Entre 2002 y 2006, el aeropuerto recibió 2,2 millones de dólares de dinero federal, estatal y local para mejorar sus instalaciones incluyendo 400.000 dólares de la FAA como parte del programa de ayuda a restaurar los vuelos comerciales a las pequeñas ciudades. La ciudad colaboró con 100.000 dólares de fondos locales. En 2006, la ciudad autorizó el pago de 8.500 dólares a una agencia para que efectuase esfuerzos por recuperar los vuelos comerciales en el aeropuerto. Los administradores de la ciudad y el aeropuerto sostuvieron que el área había recibido un fuerte impulso con la planta de Mercedes-Benz ubicada en la ciudad (la única en Norteamérica) y la ampliación del campus de La Universidad de Alabama, incluyendo la ampliación del Estadio Bryant-Denny. Sin embargo, estos esfuerzos han resultado insatisfactorios.
DayJet anunció vuelos VLJ con rutas directas a 14 hubs en 3 estados en julio de 2008 desde Tuscaloosa. Sin embargo, DayJet canceló sus vuelos de pasajeros el 19 de septiembre de 2008 citando su incapacidad de cubrir los costes financieros.
Según la FAA, el aeropuerto tuvo 1.309 pasajeros en el año 2004 y 1.497 en 2005. La mayoría del tráfico estaba asociado a los eventos deportivos de la Universidad de Alabama. De acuerdo con el plan nacional de la FAA para 2007-2011, Tuscaloosa está calificado como aeropuerto de "aviación general".

## Instalaciones y aeronaves
El Aeropuerto Regional de Tuscaloosa cubre una superficie de 293 ha que consiste de dos pistas de asfalto: la 4/22 de 6.499 x 150 ft (1.981 x 46 m) y la 11/29 de 4.001 x 100 ft (1.220 x 30 m). En los doce meses previos al 31 de mayo de 2005, el aeropuerto tuvo 58.206 operaciones, una media de 159 al día: 78% aviación general, 19% militar, 2% ejecutivo y menos del 1% de comerciales regulares.